# Manoir de la Sapée
Le manoir de la Sapée appelé aussi ferme de Fierville est un édifice situé à Fierville-les-Parcs, en France.

## Localisation
Le monument est situé dans le département français du Calvados, dans l'ancienne commune de Fierville-les-Parcs.

## Historique
Le manoir date du XVIIe siècle et XVIIIe siècle.
Le manoir et ses dépendances agricoles sont inscrits au titre des Monuments historiques depuis le 18 février 1993. Les dépendances agricoles sont conservées : deux étables, un poulailler, un hangar à fourrage, une boulangerie, un pressoir et un cellier, des écuries et des remises.